# Río Kåge
El río Kåge (en sueco: Kågeälven) es un curso de agua de 70 km de longitud que transcurre por los valles del municipio Skellefteå en Suecia. El río abarca una cuenca de 909,03 km², desembocando en la bahía de Botnia en la ciudad de Kåge.